# Zustandsgleichung von Peng-Robinson
Die Zustandsgleichung von Peng-Robinson ist eine Zustandsgleichung für reale Gase. Sie lautet:
{\displaystyle p={\frac {RT}{V_{\mathrm {m} }-b}}-{\frac {a\alpha }{V_{\mathrm {m} }^{2}+2bV_{\mathrm {m} }-b^{2}}}}
{\displaystyle a={\frac {0{,}457235\cdot R^{2}T_{\mathrm {c} }^{2}}{p_{\mathrm {c} }}}}
{\displaystyle b={\frac {0{,}077796\cdot RT_{\mathrm {c} }}{p_{\mathrm {c} }}}}
Die einzelnen Formelzeichen stehen für folgende Größen:
- {\displaystyle V_{\mathrm {m} }} – molares Volumen
- {\displaystyle T} – Temperatur
- {\displaystyle T_{\mathrm {c} }} – kritische Temperatur
- {\displaystyle p} – Druck
- {\displaystyle p_{\mathrm {c} }} – kritischer Druck
- {\displaystyle R} – universelle Gaskonstante
- {\displaystyle a} – Kohäsionsdruck
- {\displaystyle b} – Kovolumen

Diese 1976 aufgestellte Gleichung enthält wie jene von Redlich-Kwong-Soave einen zusätzlichen Korrespondenzfaktor und stellt eine erhebliche Verbesserung gegenüber der Van-der-Waals-Gleichung dar. Sie beschreibt wie diese sowohl Gasphase als auch Flüssigphase mit demselben Parametersatz. Mit dem Maxwell-Kriterium ist zudem auch das Zweiphasengebiet und die Dampfdruckkurve berechenbar.
{\displaystyle \alpha =\left(1+\left(0{,}37464+1{,}54226\,\omega -0{,}26992\,\omega ^{2}\right)\left(1-{\sqrt {T_{\mathrm {r} }}}\right)\right)^{2}}
- {\displaystyle T_{\mathrm {r} }} – reduzierte Temperatur
- {\displaystyle \omega } – azentrischer Faktor

Für einen azentrischen Faktor {\displaystyle \omega >0{,}49}:
{\displaystyle \alpha =\left(1+\left(0{,}379642+\left(1{,}48503-\left(1{,}164423-1{,}016666\,\omega \right)\,\omega \right)\,\omega \right)\left(1-{\sqrt {T_{\mathrm {r} }}}\right)\right)^{2}}